# Opowieści z ciemnej strony
Opowieści z ciemnej strony (org. Tales from Darkside) – amerykański serial telewizyjny w reżyserii George’a A. Romero. Każdy odcinek opowiada oddzielną historię z nieprzewidywalnymi wydarzeniami i zaskakującym zakończeniem. Odcinki serialu zawierają elementy horroru, science fiction, fantasy i czarnej komedii.

## Serial
Po sukcesie horroru Koszmarne opowieści reżyser zdecydował się na produkcję serialu w podobnym stylu. Serial miał opierać się na komiksach z lat 50. XX wieku: Tales from the Crypt oraz The Vault of Horror. Serial miał premierę w latach 1984-1989 (pierwszy pilotażowy odcinek miał premierę w 1983). Liczy 4 sezony – 89 20-minutowych odcinków. 
Niektóre odcinki serii opierały się na opowiadaniach znanych autorów takich, jak: Stephen King, Frederik Pohl, Harlan Ellison, Clive Barker, Michael Bishop, Robert Bloch, John Cheever, Michael McDowell, Fredric Brown, Lois McMaster Bujold, Zenna Henderson, John Sladek, Ron Goulart, Pamela Sargent. Poszczególne odcinki reżyserowali m.in.: Jodie Foster i Bob Balaban. 
Po raz pierwszy w historii polskiej telewizji serial wyemitowała telewizja CBS Action. 
Po nakręceniu serii Romero nakręcił w 1990 film tego samego typu pod tym samym tytułem (Opowieści z ciemnej strony) opowiadający 3 historie.

## Czołówka

### Początkowa
Czołówka na początku każdego odcinka serii ukazywała montaż kilku obrazów lasu i dolin. Narratorem czołówki był Paul Sparer.

Man lives in the sunlit world of what he believes to be reality.
But...there is, unseen by most, an underworld, a place that is just as real, 
but not as brightly lit... a darkside

### Napisy końcowe
Napisy końcowe ukazywały zdjęcie ciemnego lasu. Każdy odcinek kończy się sekwencją czytaną przez lektora:

The darkside is always there, waiting for us to enter - waiting to enter us.
Until next time, try to enjoy the daylight.

## Obsada
- Paul Sparer(inne języki) – narrator wszystkich odcinków

W poszczególnych odcinkach wystąpili m.in.: Danny Aiello, Tippi Hedren, Penelope Ann Miller, Lisa Bonet, Christian Slater, Colm Meaney, Brent Spiner, Gregory Itzin, Joe Turkel, Connie Stevens, Talia Balsam oraz piosenkarka Debbie Harry, koszykarz NBA Kareem Abdul-Jabbar i dramaturg Eric Bogosian. 